# Akrofaziale Dysostose
Unter dem Begriff Akrofaziale Dysostose (AFD) wird eine zu den Skelettdysplasien zu zählende Gruppe  angeborener Erkrankungen zusammengefasst, die als gemeinsame Hauptmerkmale  Fehlbildungen an den Akren und im Gesicht (Dysostosis mandibulofacialis) aufweist.
Zu dieser Gruppe gehören:
- AFD1 Typ Nager  (Synonyme: Nager-Syndrom; Dysostose, akrofaziale, Typ Nager; Akrodysostose, präaxiale; Dysostose, akrofaziale, Typ Nager; Mandibulofaziale Dysostose mit präaxialen Gliedmaßenanomalien; NAFD), häufigste präaxiale Form, autosomal-dominant, Mutationen im SF3B4-Gen am Genort 1q21.2[2][3]
- AFD Typ Genee-Wiedemann (Synonyme: Miller-Syndrom; POADS), häufigste postaxiale Form, AR, Mutationen am DHODH-Gen an 16q22.2[4][5][3]
- AFD Typ Catania (Synonyme: Opitz-Mollica-Sorge-Syndrom)[6]
- AFD Palagonien-Typ[7]
- AFD Typ Kennedy-Teebi,  autosomal-rezessiv,[8]
- AFD Typ Rodriguez (Synonyme: Rodriguez Lethal Acrofacial Dysostosis Syndrome), autosomal-rezessiv[9]
- AFD Typ Weyers (Synonyme:  Curry-Hall-Syndrom; Weyer-Dysostose, akrodentale; WAD), autosomal-dominant, Mutationen im LBN-Gen an 4p16.2 oder im EVC-Gen an 1p16.2[10][11]

Ferner kann das Patterson-Stevenson-Fontaine-Syndrom dazugezählt werden.